# Staw w Ogrodzie Krasińskich
Staw w Ogrodzie Krasińskich – staw w Warszawie na terenie Ogrodu Krasińskich.

## Położenie i charakterystyka
Staw leży po lewej stronie Wisły, w stołecznej dzielnicy Śródmieście, na obszarze MSI Muranów, na terenie Ogrodu Krasińskich. Położony jest na obszarze bezpośredniej zlewni Wisły.
Zgodnie z ustaleniami w ramach „Programu Ochrony Środowiska dla m. st. Warszawy na lata 2009–2012 z uwzględnieniem perspektywy do 2016 r.” staw położony jest na wysoczyźnie, a jego powierzchnia wynosi 0,1443 ha. Zasilany jest okresowo poprzez sieć wodociągową, a odpływ odbywa się poprzez kanalizację. Według numerycznego modelu terenu udostępnionego przez Geoportal lustro wody znajduje się na wysokości 106,5 m n.p.m.
Staw jest zbiornikiem powstałym w sposób sztuczny. Wybudowano go w latach 1891–1895. Zaprojektowany został przez ówczesnego starszego ogrodnika miejskiego Franciszka Szaniora jako element przekształcenia wcześniejszych założeń Ogrodu Krasińskich w park krajobrazowy. Na akwenie zlokalizowano wyspę. Woda z miejskich wodociągów doprowadzana jest poprzez krótki strumień spływający z pagórka widokowego przez głazowisko z kaskadą. Podobnie jak inne elementy ogrodu, staw nawiązuje do polskich krajobrazów i symboli narodowych. W projekcie Szaniora staw symbolizował Morze Bałtyckie, uchodzący do niego strumień – Wisłę, a głazowisko z kaskadą było reminiscencją gór. Akwen wraz z dopływem był poddany pracom konserwatorskim i modernizacji, podobnie jak cały ogród, w latach 2012–2014.
Na zbiorniku wodnym posadowiona jest rzeźba autorstwa Leona Machowskiego przedstawiająca rybaków.

## Galeria
| - Rzeźba autorstwa Leona Machowskiego przedstawiająca rybaków - Wyspa na stawie - Dopływ do stawu w formie potoku z głazowiskiem - Widok na Pałac Krasińskich |